# 有岡城之戰
有岡城之戰（ありおかじょうのたたかい）是天正6年（1578年）7月－天正7年（1579年）10月19日的籠城戰。起因於歸屬織田信長的荒木村重突然謀反。也稱「伊丹城之戰」。因為戰後織田信長大肆屠殺荒木一族的女子、幼兒而出名。

## 起因
身為織田家攝津國國主的荒木村重何以突然反叛織田信長，一向眾說紛紜，在《陰德太平記》一書裡解釋是荒木村重的家臣中川清秀的屬下偷偷將糧食賣給遭到織田軍包圍的石山本願寺，因此事被織田信長獲知，引起荒木村重的不安心理遂決定反叛。《續日本史》中更指稱是明智光秀出使有岡城後編造荒木村重確實謀反之事，逼得荒木村重不得不反，而《松井家譜》、《細川家記》則表示聽聞荒木村重與毛利輝元、本願寺顯如合作，遂由細川家臣松井康之向織田信長報告。

## 過程
織田信長在聽聞荒木村重回歸有岡城反叛織田家後，織田信長一度不敢置信，連忙在10月21日派遣松井友閑、明智光秀、万見重元前去要求荒木村重解釋此事，希望他繼續為織田家效忠，與之交好的細川藤孝也寫信勸告荒木村重萬勿叛變，但荒木村重與三名使者會面過後，又有家臣進諫說就算織田信長一時赦免了荒木村重，但日後定會追究，因而勸告荒木村重盡早起兵。而人在播磨包圍三木城的羽柴秀吉聞訊後也派遣跟荒木村重頗有交情的黑田孝高出使有岡城，但反被決心反叛的荒木村重關押城中。
荒木村重為防範織田家的來襲，將1萬兵馬分散在自己所掌握的攝津國城池進行防備，荒木村重自己親率3千人鎮守居城有岡城，兒子荒木村次率1千5百人鎮守尼崎城，花隈城由荒木重清率2千人鎮守，高山友照、高山右近父子鎮守高槻城，從兄弟中川清秀鎮守茨木城，多田城安排塩川國滿、能勢城安排能勢頼道、三田城安排荒木重堅，大和田城安排安部仁右衛門、吹田城安排吹田村氏。御著城的小寺政職也反叛織田家呼應。
| 城池     | 守備                               |
| -------- | ---------------------------------- |
| 有岡城   | 荒木村重率3千人親自鎮守            |
| 尼崎城   | 荒木村重之子荒木村次率1千5百人鎮守 |
| 大和田城 | 安部二右衛門                       |
| 吹田城   | 吹田村氏                           |
| 高槻城   | 高山友照、高山右近父子             |
| 茨木城   | 中川清秀                           |
| 多田城   | 塩川國滿                           |
| 能勢城   | 能勢頼道                           |
| 三田城   | 荒木重堅                           |
| 花隈城   | 荒木重清率2千人鎮守                |

確定荒木村重已鐵了心反叛織田家後，織田信長在同年11月3日安排好織田信孝、稻葉一鐵、不破光治、丸毛長照留守安土城後，率軍進入二條城，總兵力達5萬人。並且派遣羽柴秀吉、明智光秀、松井友閑再一次跟荒木村重交涉，希望他效忠織田家，但是依然無效，因此織田信長在11月9日正式領軍進入攝津國山崎，翌日安排丹羽長秀、瀧川一益、蜂屋賴隆、稻葉ㄧ鐵、氏家直通、明智光秀、安藤守就沿著芥川、糠塚、大田村、獵師川佈陣逼迫荒木方的茨木城，並在大田鄉北方的山上建立付城。
而織田信忠、織田信雄、織田信包、織田信孝、不破光治、前田利家、佐佐成政、原長賴、金森長近、日根野弘就則在攝津天神的馬場佈陣逼迫高槻城，並增築天神山砦監視。織田信長親自領兵進入安滿，在一處丘陵上佈設本陣。為勸降篤信基督教的高槻城主高山友照、高山右近父子，織田信長先是招來傳教士，以禁止傳教為威脅，甚至恐嚇要殺盡日本國內的傳教士，毀滅國中基督教，逼迫傳教士前往勸說高山父子，並派遣佐久間信盛、羽柴秀吉、松井友閑、大津長昌與傳教士一同進入高槻城勸降，順利獲得高山右近表示將開城降伏的承諾。
為了監視茨木城在大田鄉興建的砦完工後，織田信長便安排不破光治、前田利家、佐佐成政、原長賴、金森長近跟日根野弘就進入防備，後在11月14日趁著拂曉安排織田軍進襲有岡城，命令大田砦丹羽長秀、瀧川一益、蜂屋賴隆、武藤舜秀、稻葉一鐵、氏家直昌、羽柴秀吉、細川藤孝、明智光秀、安藤守就、作為先鋒攻打，有岡城兵亦出城反擊，織田家臣武藤舜秀親自殺入敵軍陣中，在馬上討取四名敵人。戰後，武藤舜秀將敵人的首級送與織田信長檢視，織田軍在有岡城周遭放火，挺進到接近的敵城的刀根山佈陣。戰後，織田軍也在攝津國各處興建城砦，其中在見野鄉南邊的砦由丹羽長秀、蜂屋賴隆、蒲生氏鄉及若狹眾入駐，小野原則由織田信忠、織田信雄、織田信孝構陣駐守。
11月15日，織田信長將本陣由安滿移往郡山，16日時高山右近依照約定開城投降織田家，並親自前來郡山拜見織田信長表示歸服，織田信長大喜下，將身上穿著的小袖直接脱了賞賜給高山右近，並加封他攝津芥川郡的領地。11月18日，織田信長命令織田信澄監視茨木城的小口。同時讓大田鄉砦的不破光治、前田利家、佐佐成政、金森長近、原長賴收縮對茨木城的包圍。織田信長公在24日也巡視了刀根山砦，而在古田重然、福富秀勝、下石賴重、野野村正成的策反下，順利勸降茨木城主中川清秀，織田信長在26日賞賜中川清秀、高山右近各黃金三十枚，並安排古田重然等四人進入茨木城擔任警固役，成功拿下奪回攝津國過半領土。高山右近、中川清秀雙雙投降織田家後，多田城的塩川國滿也易幟投降織田家，三田城也在羽柴秀吉進攻下投降，荒木重堅後來成為宮部繼潤的家臣。

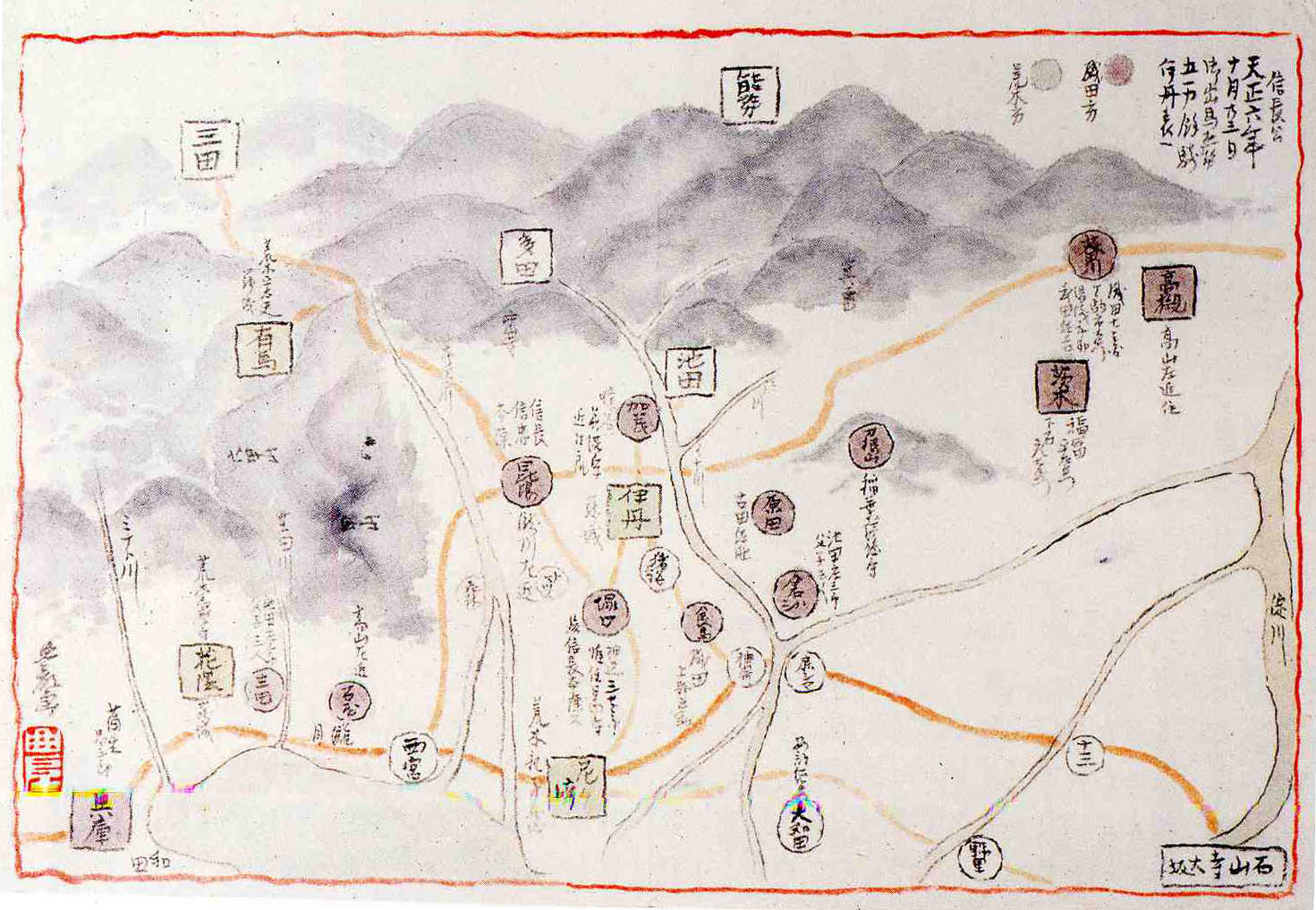
伊丹荒木軍記／伊丹市立博物館蔵

而在11月24日，將軍足利義昭跟吉川元春為了對抗織田信長，也去信毛利輝元，希望毛利輝元出兵援救荒木村重。
11月28日，織田信長將本陣移往更接近敵地的小屋野，企圖收縮對有岡城四方的圍攻的範圍，當鄰近百姓逃往山中時，織田信長也派遣堀秀政、万見重元入山搜索，奪取百姓手中的糧食，以免為荒木軍所得。同時命令瀧川一益跟丹羽長秀前往兵庫方面，進逼荒木重清所在的花隈城，並在須磨、一之谷一帶放火，連山上的民居、寺廟都不放過，造成當地百姓、僧侶的重大死傷。
在織田信長殘酷的攻勢下，鄰近尼崎城的大和田城主安部二右衛門向芝山宗綱表示有意投降織田家，大和田城位處石山本願寺跟尼崎城、有岡城的交通要衝，因此當安部二右衛門跟芝山宗綱透過蜂須賀正勝在12月1日晚間投降織田信長，信長賜予黄金二百枚作為獎勵。但安部二右衛門的父親與伯父卻認為此舉不忠不義，於大和田城的天守籠城反對，安部二右衛門只好表示將把黃金還給織田信長，才讓父親與伯父息怒，隨後安部二右衛門要求伯父前往尼崎城跟石山本願寺求援，趁伯父離城，安部二右衛門成功調虎離山，伺機監禁父親，並把父親當作人質送往京都交給織田家，並再度前往小屋野向織田信長表示忠誠，獲信長再度獎賞黄金二百枚。

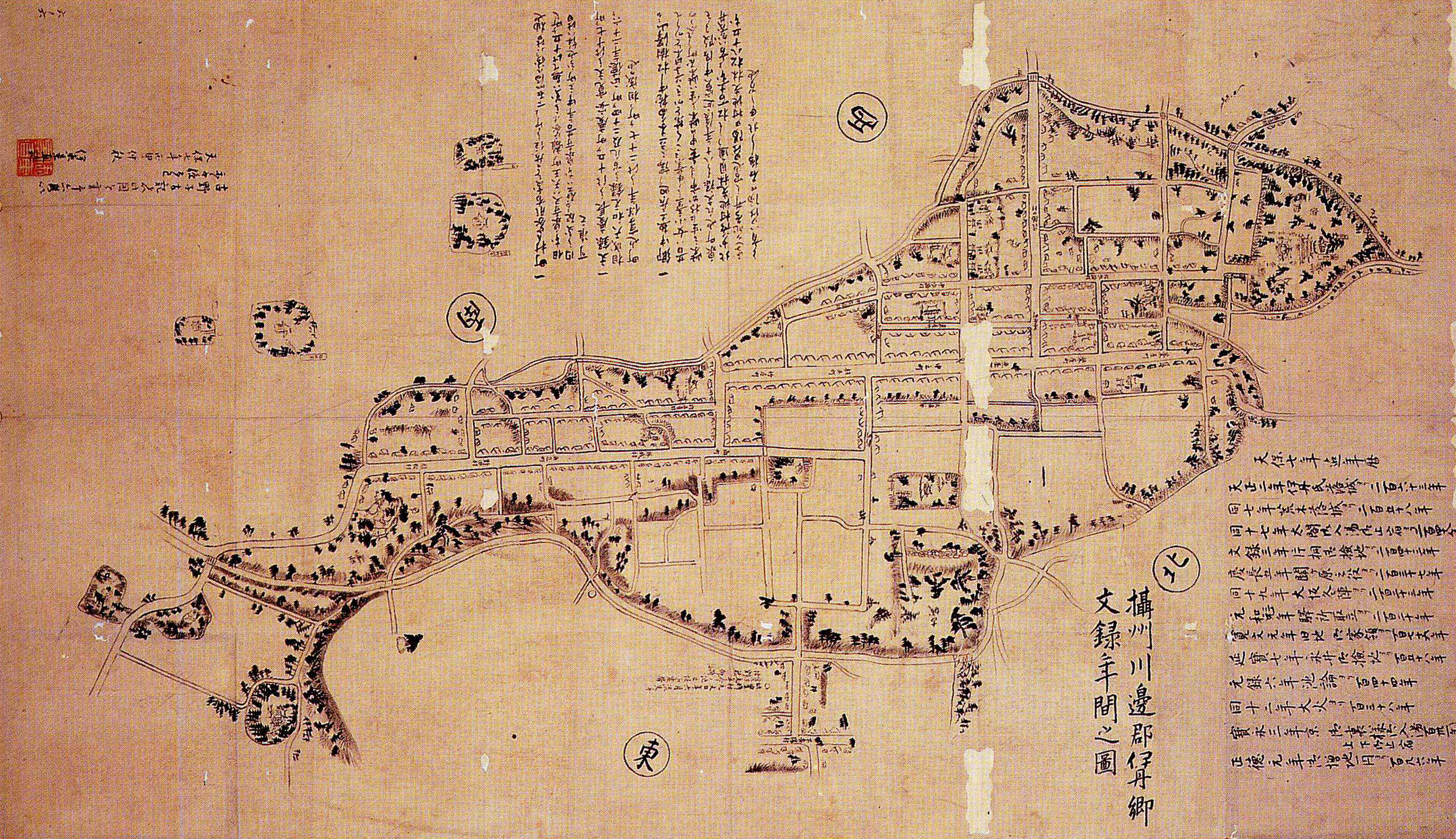
文禄伊丹之圖/伊丹市立博物館藏

12月８日時，織田軍再度大舉進攻有岡城，織田信長以堀秀政、萬見重元、菅屋長賴率領鐵砲眾（火绳枪手）在町口用火绳枪射击，由率領弓眾的平井久右衛門、中野又兵衛、芝山次大夫，分成三隊將着火箭射入町中放火，織田軍持續逼近有岡城的塀際。但在荒木村重早有安排，趁織田軍接近時在塀間用弓矢、火绳枪突然射擊，並派出伏兵四面圍攻，造成織田軍陣亡數百人，織田家臣萬見重元於混戰中被荒木軍用火绳枪射殺，織田軍敗退。
12月11日，織田信長增構付城對荒木村重的有岡城進行包圍，隨後將本陣移往古池田，並安排對有岡城的包圍。
| 城池     | 守備                                                                                        |
| -------- | ------------------------------------------------------------------------------------------- |
| 塚口郷   | 丹羽長秀、蜂屋賴隆、蒲生氏鄉、高山右近、織田信孝                                            |
| 毛馬村   | 織田信包、瀧川一益、織田信雄、武藤舜秀                                                      |
| 倉橋郷   | 池田恆興、池田元助、池田輝政                                                                |
| 原田郷   | 中川清秀、古田重然                                                                          |
| 刀根山   | 稻葉一鐵、氏家直昌、伊賀平左衛門、芥川氏                                                    |
| 郡山     | 織田信澄                                                                                    |
| 古池田   | 塩川國滿                                                                                    |
| 賀茂     | 織田信忠                                                                                    |
| 高槻城   | 大津長昌、牧村長兵衛、生駒市左衛門、生駒三吉 湯淺甚介、豬子次左衛門、村井作右衛門、武田左吉 |
| 茨木城   | 福富秀勝、下石賴重、野野村正成                                                              |
| 中嶋     | 中川清秀                                                                                    |
| 小屋野   | 高山右近                                                                                    |
| 大和田城 | 安部二右衛門                                                                                |

完成對有岡城的包圍後，織田信長為協助羽柴秀吉，又派佐久間信盛、明智光秀、筒井順慶進軍播磨國，同時對有馬郡三田城在道場河原、三本松建造兩處城砦進行監視，織田信長親自回歸安土城。
但在12月23日，毛利輝元決定將派遣援軍協助荒木村重，將軍足利義昭、吉川元春及小早川隆景、武田勝賴也再度敦促毛利輝元出兵救援荒木村重。天正7年1579年1月18日，九州方面的毛利豪族杉重良投降大友宗麟在豐前國起兵，大友宗麟也派遣田原親宏呼應，直到3月時毛利方的高橋鑑種才聯合秋月氏、長野氏消滅杉重良。
3月5日時，織田信長父子再度出兵有岡城，於7日時將本陣設在古池田，織田信忠則在加茂岸、池上兩處城砦進行增固，在付城群的前方增強防衛新建塀柵、挖設溝堀，而織田家臣大津長昌也在13日於陣中病故。織田信長在3月至4月中旬期間，並未對有岡城再發動攻擊，只是在攝津的山野進行鷹狩，織田信長也在4月8日派遣不破光治、前田利家、佐佐成政、原長賴、金森長近跟織田信澄、堀秀政前往播磨支援羽柴秀吉，後在10日又增派丹羽長秀跟筒井順慶前去，留下織田信忠坐鎮小屋野、池上砦留守，以永田景弘、牧村利貞、生駒市左衛門為副將。
看準織田軍兵力減弱的良機，荒木村重派有岡城兵出陣攻擊稻葉典通鎮守的河原口砦，但塩川國滿跟氏家直昌及時增援，順利擊退荒木軍，並討取敵軍三名武將。4月26日，織田信長公再度出陣於古池田，並且動員近衛前久、細川昭元參戰，而在前田利家、佐佐成政等人回師越前後，織田軍在有岡城的四邊都構築了付城，並且設有二重三重的堀以及塀柵嚴格監視有岡城，因此信長對有岡城的包圍兵力也進行了調整。
| 城池         | 守備                             |
| ------------ | -------------------------------- |
| 塚口郷       | 丹羽長秀、蜂屋賴隆、蒲生氏鄉     |
| 塚口の東田中 | 福富秀勝、山岡景佐、山城眾       |
| 毛馬         | 細川藤孝、細川忠興、細川昌興     |
| 川端砦       | 池田恆興父子                     |
| 四角屋敷     | 氏家直昌                         |
| 河原砦       | 稻葉貞通、芥川氏                 |
| 賀茂岸       | 塩川國滿、伊賀平左衛門、伊賀七郎 |
| 池上         | 織田信忠                         |
| 小屋野古城   | 瀧川一益、武藤舜秀               |
| 倉橋         | 池田元助                         |

織田信長在5月時回歸安土城，長期被圍的荒木村重趕緊透過毛利家臣桂元將向小早川隆景求援，希望毛利軍經由淡路國的岩屋城前來攝津救援，但毛利家遲遲未有動作。８月20日，織田信忠再度發兵前往攝津，織田信長也派堀秀政參陣，信忠軍於小屋野佈陣。
由於荒木村重期待的毛利軍遲遲未有支援動作，荒木村重帶著四五名隨從、一名愛妾跟乾助次郎世代相傳的葉茶壺，趁夜晚脫出有岡城，逃往兒子荒木村次所在的尼崎城。９月12日時，織田信忠率領有岡城包圍軍轉往進攻尼崎城，在城鄰近處的七松設置兩個城砦，一處以塩川國滿跟高山右近鎮守，另一處以中川清秀、福富秀勝、山岡景佐鎮守後，信忠率軍回到小屋野。
10月15日時，織田家臣瀧川一益以佐治新介為使者，潛入城中利用荒木村重出逃一事，勸降荒木家臣中西新八郎、宮脇又兵衛、星野左衛門、隱岐土佐守、山脇勘左衛門，中西新八郎打開自己鎮守的上臈塚砦，引入瀧川一益率領的織田軍，由內而外攻破了有岡城周遭的城砦，鎮守一方岸砦的渡邊勘大夫見勢不可為退往多田館，然後向織田信長表示臣服之意，但不被信長接受，遭到處死。鵯塚砦守將野村丹後雖獲得雜賀眾200人協防，但在激戰中過半被殺害，野村丹後乞降於織田信長，但不被允許，被迫切腹，死後首級被送往安土城。城守荒木久左衛門僅保住有岡城。織田軍接連拿下數個城砦後，織田軍進一布縮緊對有岡城的包圍，出動井樓、金堀眾參與攻城。
11月19日，有岡城守荒木久左衛門派遣使者向瀧川一益表示降伏之意，除了交出有岡城，更希望以說服荒木村重獻出尼崎、花隈兩城換取城中荒木一族的性命。在荒木久左衛門交出有岡城後，織田軍以織田信澄進城接收，荒木一族跟荒木家臣吹田村氏、伯伯部左兵衛、池田和泉留在城中，但池田和泉不認為荒木村重會投降，悲觀地提早自殺。而知悉荒木久左衛門前來勸降的荒木村重果然緊閉城門，不讓荒木久左衛門進入尼崎城，荒木久左衛門無奈下遣散300隨從，各自分散逃命。
由於荒木村重並未交出尼崎城、花隈城，織田信長決定處死荒木一族，12月12日晚間吹田村氏、伯伯部左兵衛、荒木久左衛門之子自念跟荒木家30多名女眷被關入村井貞勝屋敷的監牢，12月13日在尼崎七松處刑，並由不破光治、前田利家、佐佐成政、原長賴、金森長近擔任奉行，荒木一族的女眷122人，荒木家臣的妻子388人，男童124人，以及荒木家留在有岡城的家臣36人，全數被處刑殺害。
有岡城失陷之時，黑田家臣栗山利安、母里太兵衛、井上之房趁機救出了被荒木村重監禁在土牢裡的黑田孝高。當時曾有傳言黑田孝高改投荒木家，因此織田信長下令處死黑田家的人質孝高之子黑田長政，但竹中重治認為黑田孝高並未變節，暗中保護了黑田長政。
戰後，荒木村重跟村次父子又放棄尼崎城，逃往花隈城，結果遭到追擊而來的池田恆興擊敗，又逃往安藝國依附毛利輝元。（花隈城之戰）

## 關連項目
- 日本戰爭列表